# Complejo pentamínico de cobalto
El cloruro de cloropentamminecobalto es la sal dicloruro del complejo de coordinación [Co(NH3)5Cl]2+. Es una sal de color rojo-violeta, diamagnética y soluble en agua. El compuesto ha sido de interés académico e histórico.

## Síntesis y reacciones
La sal se prepara con un proceso de dos pasos que comienza con la oxidación de una solución de cloruro de cobalto y amoníaco.
   2 CoCl2-6H2O + 10 NH3 + 2 HCl + H2O2 → 2 [Co(NH3)5(OH2)]Cl3 + 12 H2O
A continuación, este intermediario se calienta para inducir la coordinación de uno de los ligandos de cloruro de la esfera externa:
   [Co(NH3)5(OH2)]Cl3 → [Co(NH3)5Cl]Cl2 + H2O
El dicatión [Co(NH3)5Cl]2+ tiene simetría C4v idealizada.
En solución acuosa, el cloruro de cloropentaamminecobalto(III) reforma el complejo de acopentammina. Con ácido sulfúrico concentrado, el cloruro de cloropentaamminecobalto(III) forma el complejo de sulfato de hidrógeno [Co(NH3)5OSO3H]2+.

## Historia
Los complejos de cobalto han sido de gran interés en química inorgánica desde hace mucho tiempo porque son numerosos, fáciles de preparar y vistosos. Fue en parte gracias a su estudio de la química de coordinación del cobalto por lo que Alfred Werner recibió el Premio Nobel de Química. Antes de Werner, los modelos de complejos de aminas postulaban cadenas de centros de nitrógeno pentavalente. Este modelo de Jørgensen-Bloomstrand fue derrocado por Werner, que introdujo la idea de que los complejos de coordinación presentan átomos metálicos de formas octaédricas y tetraédricas, con amoníaco y otros ligandos unidos individualmente al metal. En el [Co(NH3)5Cl]Cl2, dos iones cloruro son de la esfera externa (iones contrarios) y uno está unido al centro de Co(III): la reacción con un exceso de nitrato de plata precipitaría inmediatamente los dos iones cloruro contrarios, pero el ion cloruro unido no precipitaría. 

## Salud
También conocida como CPACC, la molécula se investiga en relación con la limitación del magnesio disponible para las mitocondrias y los consiguientes beneficios para la salud metabólica.